# Morfik

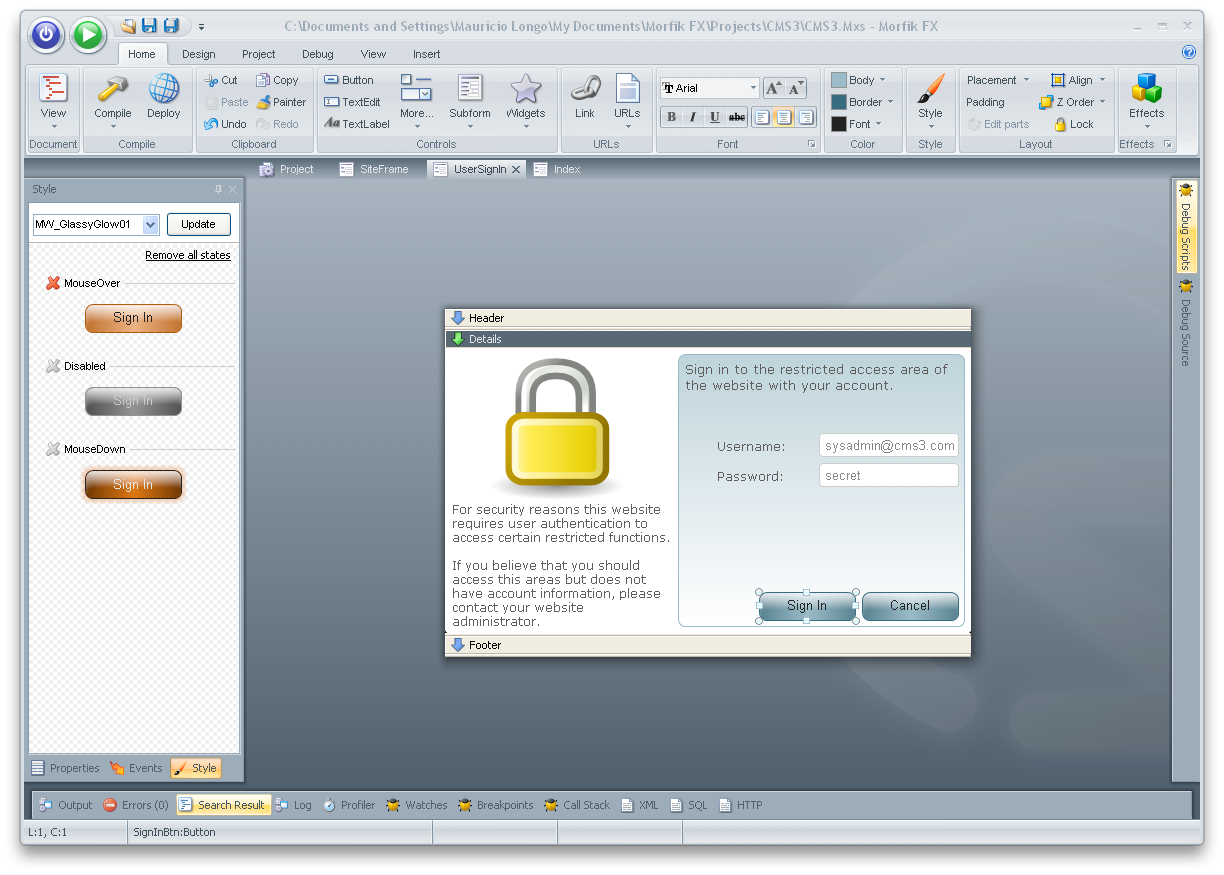
Capture d'écran de Morfik AppBuilder 2.1

Morfik est l'éditeur de Morfik WebOS AppsBuilder considéré comme le premier outil RAD destiné à concevoir des applications Web AJAX.
La version commercialisée en 2013 se nomme Morfik 3.
Morfik est une application gratuite (freeware) mais pas opensource.

## Fonctions
Morfik a les fonctionnalités suivantes :
- C'est un EDI complet comprenant un éditeur puissant, un compilateur, un débugueur...
- L'interface permet de construire les écrans de manière visuelle sans connaissance particulière de HTML.
- Il permet l'utilisation de plusieurs langages de programmation notamment : Pascal Objet,  BASIC, Java, C++.
- Les applications générées sont soit des applications 'Web' soit des applications 'locales'.
- Facilités pour développer des applications orientées 'bases de données' grâce à une base de données (Firebird) et à un outil de génération de rapport intégrés.
- Interfaçage avec les bases de données courantes via ODBC.
- Deployable sur plateformes Windows ou Linux.

## Principes
Morfik permet de développer sur un modèle de projet classique comprenant plusieurs 'documents'.
Une fois le projet prêt, l'opération de compilation va séparer automatiquement le code qui concerne le serveur de celui du client et générer un seul fichier exécutable contenant le code pour le serveur et celui, sous forme de Javascript, pour le client.